# Mimela cyanipes
Mimela cyanipes – gatunek chrząszcza z rodziny poświętnikowatych, podrodziny rutelowatych i plemienia Anomalini.

## Taksonomia
Gatunek ten został opisany w 1839 roku przez Edwarda Newmana jako Parausis cyanipes.

## Opis
Ciało długości od 12,5 do 13 mm i szerokości od 8,5 do 9 mm, bardzo krótko owalne, wypukłe, prawie koliste w obrysie, bardzo gładkie i błyszczące, prawie bezwłose, lekko metalicznie połyskująco jaskrawoczerwone z ciemniejszą buławką czułków i niebieskoczarnymi goleniami i stopami. Przód głowy delikatnie, nadustek umiarkowanie gęsto, przedplecze delikatnie i wyraźnie, tarczka delikatnie, a pygidium delikatnie i umiarkowanie gęsto punktowane. Nadustek z przodu prosty, po bokach zaokrąglony, dość szeroki. Przedplecze bardzo krótkie, po bokach zaokrąglone, z przodu silnie zwężone, o kątach przednich ostrych, a tylnych bardzo tępych. Drobne punkty na pokrywach ułożone w delikatne, podłużne linie. Śródpiersie bez wyrostka.

## Rozprzestrzenienie
Chrząszcz orientalny, znany tylko z indyjskiego stanu Asam.